# Подосинки (Киреевский район)
Подосинки — деревня в Киреевском районе Тульской области России.
В рамках административно-территориального устройства является центром Подосиновского сельского округа Киреевского района, в рамках организации местного самоуправления включается в сельское поселение Бородинское.

## География
Расположена на реке Шиворонь, в 16 км к северо-западу от города Киреевска и в 20 км к юго-востоку от центра Тулы. 

## Население
| 2002 | 2010 |
| ---- | ---- |
| 354  | ↗369 |